# Banja Luka (stad)
Banja Luka (Servisch: Бања Лука) is met 185.042 inwoners de tweede stad van Bosnië en Herzegovina en bevindt zich in Bosanska Krajina.
Banja Luka ligt aan de rivier de Vrbas. De stad is gebouwd in de Banja Luka-vallei, die tussen verschillende bergen van de Dinarische Alpen ligt. Enkele van deze bergen zijn de Tisovac (1172 meter), Čemernica (1338 meter) en Manjača (1214 meter). De stad is vanwege de groene bergachtige omgeving in trek bij bezoekende natuurliefhebbers. Raften op de Vrbas is een andere toeristische trekpleister.

## Geschiedenis
De stad wordt sinds de jaren 1990 vooral bewoond door Bosnische Serviërs. Er wonen nog kleine gemeenschappen Bosnische Kroaten en Bosniakken, velen zijn in de periode 1992-1995 gevlucht of werden gedood. Slechts een klein aantal keerde na de oorlog terug.
Alle zestien moskeeën van de stad, waaronder de beroemde Arnaudija-moskee en de Ferhad Paša (Ferhadija) uit 1579 werden tijdens de Bosnische Burgeroorlog vernield door Servische nationalisten. De Ferhadija-moskee stond op de Werelderfgoedlijst van UNESCO. Het heeft tot 2001 geduurd voordat er nieuwe moskeeën werden gebouwd.
De Servisch-orthodoxe Christus de Verlosserkathedraal, die midden in de stad staat, werd tijdens de Kroatisch-Duitse overheersing gedurende de Tweede Wereldoorlog verwoest. Ze is later weer opgebouwd. In 1997 bezocht paus Johannes Paulus II de kathedraal.
In Banja Luka was tot september 2007 een grote internationale militaire basis gevestigd, de Banja Luka Metal Factory.

## Sport
FK Borac Banja Luka is de professionele voetbalclub van Banja Luka. De club speelt op het hoogste niveau de Premijer Liga en werd in 2011 landskampioen.

## Bevolkingsontwikkeling
| Bevolkingsontwikkeling door de jaren heen |       |        |        |        |        |        |        |        |        |        |         |         |         |
| Gemeente                                  | 1879  | 1885   | 1895   | 1910   | 1921   | 1931   | 1948   | 1953   | 1961   | 1971   | 1981    | 1991    | 2013    |
| Banja Luka                                | 9.560 | 11.357 | 13.566 | 14.800 | 18.001 | 22.165 | 31.223 | 38.135 | 50.650 | 90.831 | 123.937 | 143.079 | 138.963 |

## Samenstelling bevolking
| Etnische samenstelling | Aantal  | Percentage |
| Servisch               | 165.750 | 89,57%     |
| Bošnjaci               | 7.581   | 4,10%      |
| Kroatisch              | 5.104   | 2,76%      |
| andere                 | 6.607   | 3,57%      |
| Totaal                 | 185.042 | 100%       |

## Geboren in Banja Luka
- Dušan Drašković (1939), Montenegrijns voetballer en voetbalcoach
- Zlatko Saračević (1961-2021), Kroatisch handballer
- Irfan Smajlagić (1962), Kroatisch handballer
- Ivan Ljubičić (1979), Kroatisch tennisser
- Zlatan Muslimović (1981), Bosnisch voetballer
- Neven Subotić (1988), Servisch voetballer
- Srđan Babić (1996), Servisch voetballer